# Rivière des Piles
Rivière des Piles är ett vattendrag i Kanada.   Det ligger i provinsen Québec, i den sydöstra delen av landet, 270 km nordost om huvudstaden Ottawa.
I omgivningarna runt Rivière des Piles växer i huvudsak blandskog. Runt Rivière des Piles är det ganska tätbefolkat, med 166 invånare per kvadratkilometer.